# Manarola

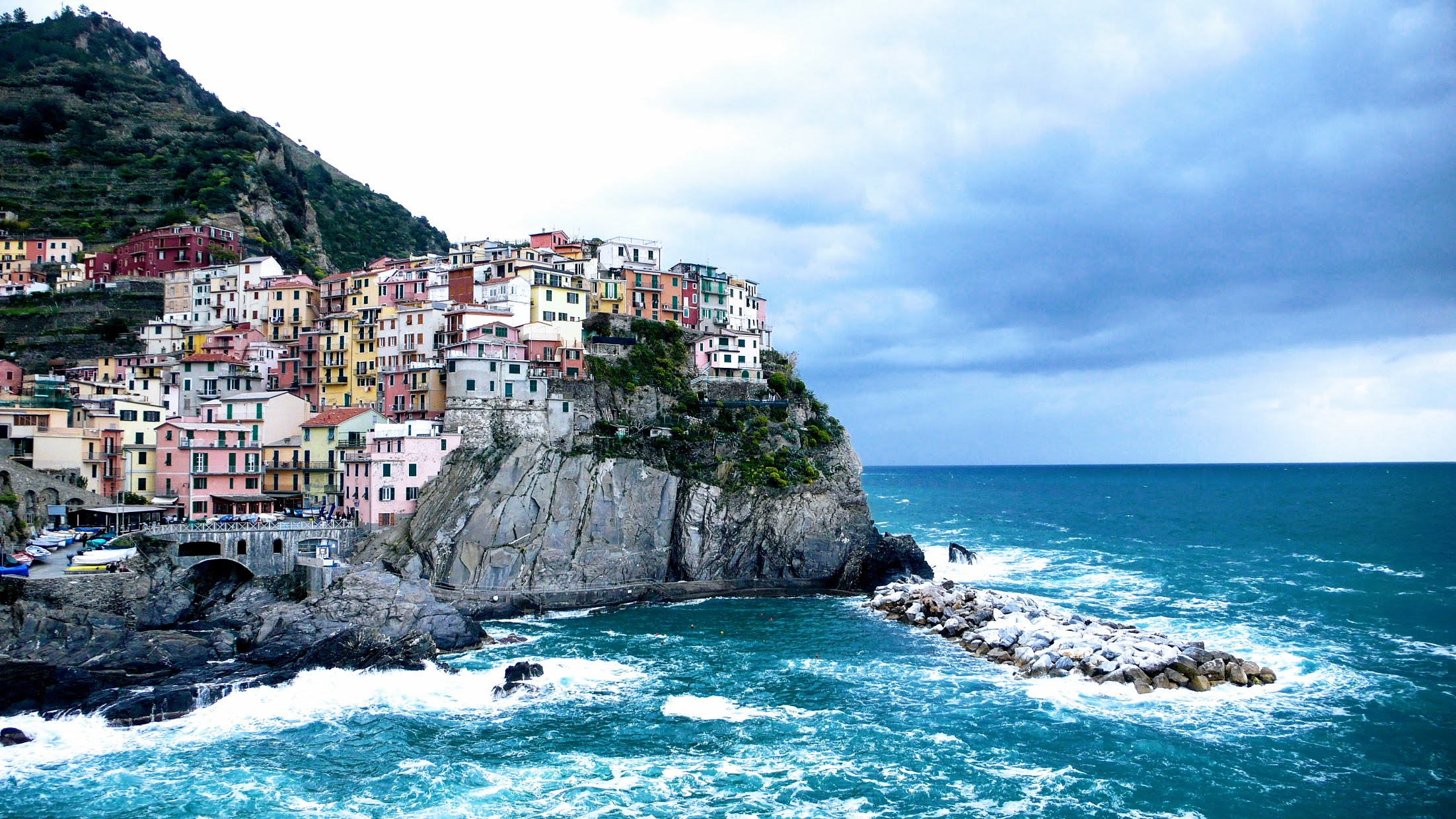
Manarola (2008)

Manarola ist ein Ortsteil von Riomaggiore in der Provinz La Spezia (Ligurien, Italien). Es ist einer der Orte der Cinque Terre.
Möglicherweise ist Manarola der älteste Ort der Cinque Terre, da die Grundsteinlegung der Kirche San Lorenzo auf das Jahr 1160 datiert ist.
Der örtliche Dialekt ist manarolesisch und unterscheidet sich von den Dialekten der nahegelegenen Orte. Traditionell wird in Manarola Wein hergestellt und Fischfang betrieben. Der lokale Wein wird Sciacchetrà genannt. Alte römische Schriften berichten von diesem Wein.

## Verkehr
Manarola verfügt über eine Eisenbahnstation an der Bahnstrecke Pisa–Genua, die den Ort mit La Spezia und Sestri Levante verbindet.

## Galerie

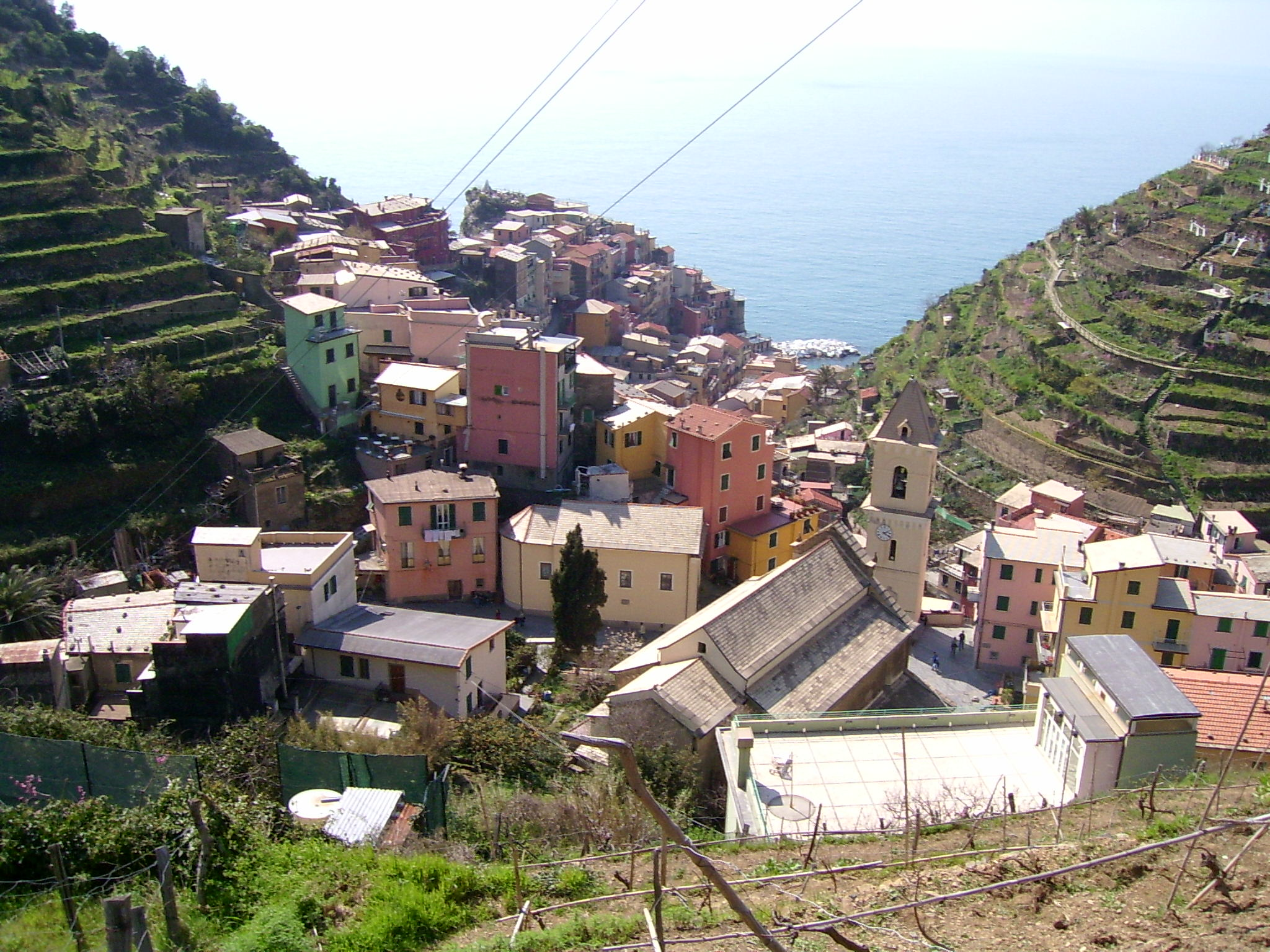
Ansicht von Manarola mit der Kirche San Lorenzo im Vordergrund
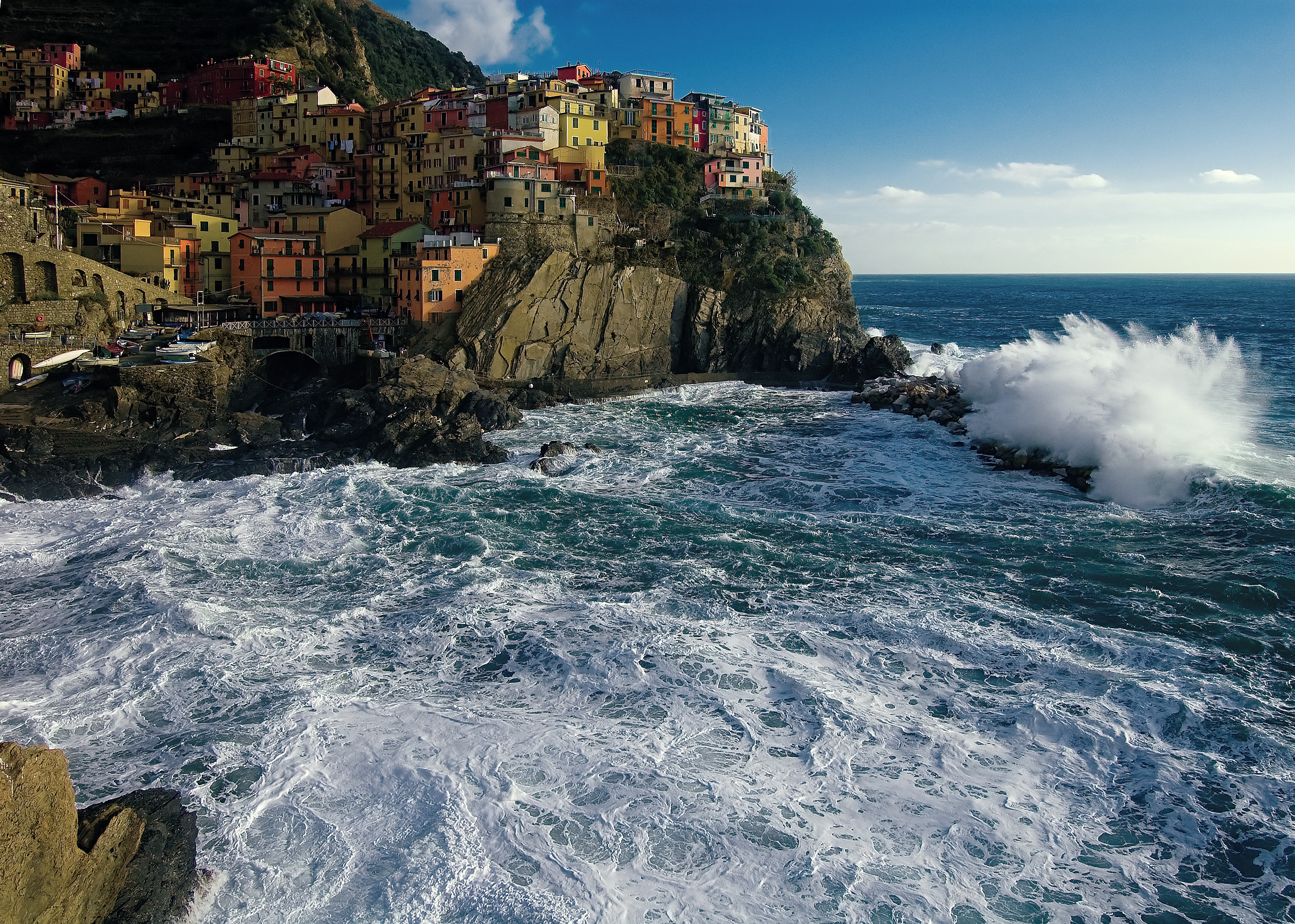
Ansicht Manarolas von der Küste aus
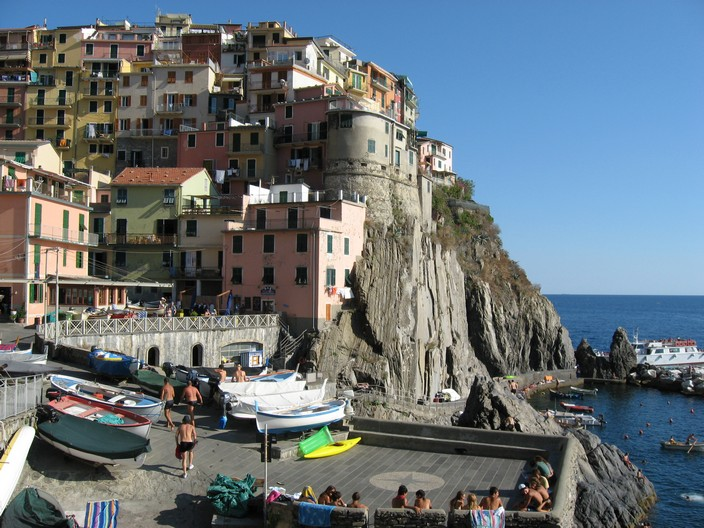
Häuser in Felsen